# Революция зонтиков (протесты в Гонконге)
«Революция зонтиков» —  демонстрации граждан Специального административного района «Гонконг», протестующих против намерений властей в Пекине контролировать выборный процесс в местные органы власти, требующих предоставления подлинного всеобщего избирательного права, а также отставки действующего главы администрации Гонконга Ляна Чжэньина (кит. 梁振英).
Многотысячные демонстрации начались 28 сентября 2014 года и продолжались 79 дней.
«Революция зонтиков» была частью акции «Оккупай Сентрал» (англ. Occupy Central, — займи, захвати Сентрал), которая предполагала лишь короткую сидячую забастовку в течение нескольких дней, но после того, как полиция применила против демонстрантов слезоточивый газ, на улицы вышли тысячи, и протесты продлились более двух месяцев. («Сентрал» — центральный район Гонконга, средоточие его деловой и политической жизни, где расположены главные небоскрёбы Гонконга, а также Дом правительства Гонконга, на площади перед которым проходили протесты и прежде.)

## Начало протестов
В сентябре 2014 года демократические активисты в Гонконге протестовали напротив здания правительства и заняли несколько крупных перекрестков города, чтобы выразить протест против решения Постоянного комитета Всекитайского собрания народных представителей (ПК ВСНП) по планируемой реформе избирательной системы на предстоящих в 2017 году в Гонконге выборах исполнительной власти. ПК ВСНП требовал от комитета по выдвижению заранее утвердить трёх кандидатов на выборах, прежде чем перейти к голосованию с привлечением широких слоев населения. После этих выборов избранный глава исполнительной власти должен быть формально назначен центральным правительством до официального вступления на пост.
Акциям протеста предшествовала статья одного из будущих лидеров протеста, профессора Бенни Тая, опубликованная в  Hong Kong Economic Journal 16 января 2013 года, где были изложены основные правила протестных действий: численность, мобилизация лидеров общественного мнения, признание незаконности своих действий, отсутствие насилия, предварительное информирование.
Федерация студентов Гонконга и Scholarism начали протестовать у здания правительства 22 сентября 2014 года. Вечером 26 сентября несколько сотен демонстрантов прорвали защитные ограждения и вошли на территорию Комплекса центрального правительства. Полицейские оцепили протестующих в пределах двора и ограничили их движение и силой вытеснили их на следующий день. Протестующие были разогнаны полицией, а некоторые, в том числе студенческий лидер Джошуа Вонг, были задержаны. Движение Occupy Central with Love and Peace, одним из основателей которого был Бенни Тай, объявило о начале акции гражданского неповиновения.
Около полудня 28 сентября участники акции прошли маршем на Харкорт-роуд, и продолжали занимать Квинсуэй, а также блокировать обе магистрали в северной части острова Гонконг. Однако занятие[уточнить] проспектов организовывали ни студенческий профсоюз, ни Occupy Central with Love and Peace. После нескольких часов противостояния полиция попыталась разогнать толпу с помощью перечных спреев, слезоточивого газа и водомётов и предупредила, что откроет огонь резиновыми пулями, если протестующие не разойдутся. Результатом применения силы стало увеличение сторонников, которые присоединились к акции протеста.
Участники демонстраций требовали разрешить всем кандидатам баллотироваться на выборах и отменить процедуру предварительного одобрения претендентов Пекином.

## Этимология
Термин «революция зонтиков» был придуман 26 сентября в твиттере жителем Нью-Йорка Адамом Коттоном для описания протестов, и затем широко распространился среди западных СМИ для описания протестующих, применявших зонтики для защиты от перцового аэрозоля и слезоточивого газа.

## Реакция властей КНР
Министр иностранных дел КНР Ван И заявил, что ситуация в Гонконге является внутренним делом Китая, и предостерёг США от попыток вмешательства.

## Цензура
Жители Гонконга нашли способ общаться без сотовых операторов. Они перешли на мобильный мессенджер FireChat, который использует Wi-Fi и Bluetooth.

## Международная реакция
Международные организации
- По словам Стефана Дюжаррика, пресс-секретаря генерального секретаря ООН, Пан Ги Мун «понимает, что это внутренние дела, но решительно рекомендует всем сторонам, участвующим в конфликте, разрешить противоречия путём мирных переговоров, гарантирующих демократические принципы»[25].
- Всемирный уйгурский конгресс — Президент Рабия Кадир заявила, что протесты в Гонконге «весьма вдохновляющие» для населения Синьцзяна, а также «если Гонконг одержит победу, то это воодушевит и уйгуров»[26].

Страны
Ряд государств, включая США, Великобританию, Австралию, Сингапур, Малайзию, рекомендовали своим гражданам избежать в ближайшее время посещение Гонконга и непосредственно зоны протеста. Ввиду большого количества граждан Филиппин в Гонконге, правительство Филиппин рекомендовало гражданам «избежать попытки непреднамеренного вовлечения в качестве участников акции протеста».
- Государственные российские СМИ квалифицировали происходящие протесты как очередную цветную революцию, которая поддерживается правительствами США и Великобритании[31][32].

- Президент Барак Обама в ходе встречи с министром иностранных дел КНР Ван И, отметил, что «Соединенные Штаты следят за ситуацией в Гонконге и надеются на её урегулирование мирными средствами». Пресс-секретарь Белого дома Джош Эрнест сообщил, что США высказываются за «открытое общество с максимальной автономией» в Гонконге и призывают власти «проявлять сдержанность», а участников выступлений — «мирно выражать свои взгляды»[16].

## Судебные процессы над участниками протестов. Тюремные заключения
- Полиция Гонконга арестовала более 900 человек во время «революции зонтиков» в 2014 году, когда тысячи демонстрантов закрыли улицы в нескольких центральных деловых районах почти на три месяца. Правительство первоначально выдвинуло обвинения к менее чем 90 из числа задержанных, и те, кто был признан виновным, были в основном приговорены к испытательному сроку или общественным работам[33].

- Правозащитники говорят, что на материковой территории Китая также происходили задержания граждан, поэтов, художников, артистов, которые высказывали свою поддержку «революции зонтиков», было задержано более 200 человек[34].
 Наиболее большую огласку получил случай помещения в Пекинский центр задержания №1 госпожи Джанг Миао (англ.  Zhang Miao), которая работала в Китае ассистентом в германском журнале «Цайт Онлайн» (Zeit Online), и на то время помогала готовить репортажи для корреспондента «Цайт Онлайн» Ангелы Кокритс (Angela Kockritz), после чего немецкими журналистами были приложены большие усилия для освобождения Джанг Миао, история задержания была опубликована в «Цайт Онлайн» на двух языках, английском и немецком, в Твиттере была устроена акция с хештегом #freemiao (свободу Миао), вопрос поднимался министром иностранных дел Германии Франк-Вальтером Штайнмайером на переговорах с китайским премьером Ли Кэцяном во время его государственного визита в Германию.
 Джанг Миао была задержана 2 октябре 2014 по дороге на поэтический вечер, посвящённый «революции зонтиков», устроенный поэтами на восточной окраине Пекина в культурном центре. До этого Джанг Миао помогала Ангеле Кокритс освещать протесты в самом Гонконге и публиковала много фотографий с демонстрации в приложении «ВиЧат» (WeChat).
 Когда Ангела Кокритс решила узнать в Пекине, почему был задержан её ассистент, то Ангелу Кокритс несколько раз вызывали в полицию для долгих, по 2 часа, собеседований, где следователи говорили ей, что якобы Джанг Миао призналась, что Ангела Кокритс приехала в Гонконг с целью организации протестов, поэтому Ангела Кокритс, на которую жёсткая манера задавания вопросов следователями подействовала угнетающе (однажды один из следователей вскочил со стула и начал кричать на неё: вы лжёте! вы лжёте!...), решила как можно скорее вернуться в Германию из опасений быть обвинённой в шпионаже в Китае.
 Позднее Джанг Миао была переведена из Пекинского центра задержания №1 в тюрьму в Тунчжоу, расположенную в пригороде Пекина. Ей вменялось в вину подстрекательство к общественным беспорядкам. Несмотря на широкую кампанию по её освобождению, Джанг Миао вышла на свободу лишь 10 июля 2015, проведя в заключении 9 месяцев[34][35].

- 17 августа 2017 Джошуа Вонг, Натан Лоу и Алекс Чоу был приговорены к тюремным срокам от 6 до 8 месяцев тюрьмы за штурм государственных учреждений, — они перелезли 26 октября 2014 через ограду на площадь перед правительственным учреждением. Этот штурм послужил сигналом к началу «Революции зонтиков». Позже приговор был смягчён, и все три студенческих лидера были освобождены от тюремного заключения 6 февраля 2018[36][37].

- Девять лидеров движения «революция зонтиков» 9 апреля 2019 были признаны виновными в нарушении общественного порядка во время 79-дневных протестов 2014 года. Это студенческие активисты Томми Чюнг Сау-йин и Йисон Чунг Ю-ва, член Законодательного совета Таня Чан, баптистский проповедник  Чжу Яомин, профессор социологии  Чэнь Цзяньминь, профессор права Гонконгского университета Бенни Тай[39], заместитель главы партии «Лига Социал-демократов» Рафаэль Вонг, бывший законодатель от Демократической партии Ли Винг-тат и законодатель Шиу Ка-чун (англ. Tommy Cheung Sau-yin; Eason Chung Yiu-wa; Tanya Chan; Chu Yiu-ming; Chan Kin-man; Benny Tai; Raphael Wong; Lee Wing-tat; and Shiu Ka-chun). Среди осуждённых — так называемое трио движения «Оккупай Сентрал»: Бенни Тай, профессор-социолог Чэнь Цзяньминь и баптистский проповедник Чжу Яомин[40][41][42]. Суд приговорил 24 апреля 2019 всех активистов, кроме Тани Чан, к различным наказаниям, которые варьировались по строгости от условных сроков и 200 часов общественных работ до 16 месяцев тюрьмы.
 Таня Чан сообщила суду, что у неё была найдена опухоль мозга размером  4.2 см, больше чем шар для игры в пинг-понг, и так как ей требуется немедленная операция, то суд отложил вынесение ей приговора до 10 июня 2019 (Таня Чан хотела подготовиться к возможному тюремному наказанию, поэтому, чтобы успокоить мать, она решила пройти медицинскую проверку и она узнала, что ей нужна срочная операция лишь за несколько дней до вынесения приговора). Прежде чем сказать о своей болезни, Таня Чан попросила граждан Гонконга не разочаровываться в их демократической борьбе.
 Наиболее строгие наказания наказания, 16 месяцев тюрьмы, получили профессор права Бенни Тай и профессор социологии  Чэнь Цзяньминь. Законодатель Шиу Ка-чун и заместитель главы партии «Лига Социал-демократов» Рафаэль Вонг приговорёны к 8 месяцам. Баптистский проповедник  Чжу Яомин (75) приговорён к 16 месяцам, но по причине своего возраста и учитывая его общественный многолетний труд получил 2 года отсрочки. Бывший законодатель от Демократической партии Ли Винг-тат (63) приговорён к 8 месяцам тюрьмы, но также, учитывая его долголетний труд, получил 2 года отсрочки. Студенческим активистам учли их юный возраст: Томми Чюнг Сау-йин (25) приговорён к 200 часам общественно-полезных работ, Йисон Чунг Ю-ва (26) — к 8 месяцам тюрьмы, но получил 2 года отсрочки.
 Суд, расположенный в «Вест Коулун» (англ. West Kowloon, — «Западный Коулун»,  гонконгский район), возглавлял судья Джонни Чан (англ. Johnny Chan Jong-herng), который раскритиковал обвиняемых за то, что они ради своих политических желаний рисковали жизнями «обычных людей» (ordinary folks).
 Все обвиняемые, кроме Томми Чюнг Сау-йин, Йисона Чунг Ю-ва и Шиу Ка-чун, высказали намерение обратиться в вышестоящий суд для обжалования приговоров[43][44][45].

| - От района Козуэй-Бей до района Адмиралтейство, проходит религиозное шествие, посвящённое Христу, идущему на крестные страдания по Виа Долороза. Сотни людей присоединились к шествию, чтобы выразить солидарность с продемократическими активистами накануне вынесения приговора в судебном процессе относительно событий «революции зонтиков». Основатели движения «Оккупай Сентрал» идут во главе процессии (слева направо): профессор-социолог Чэнь Цзяньминь, Бенни Тай (несёт крест), баптистский проповедник Чжу Яомин. Гонконг. 30 марта 2019 - Таня Чан, член Законодательного совета Гонконга от Гражданской партии (англ. Civic Party). Фотография 2017 года |